# شهرستان ویکتوریا، نوا اسکوشیا
شهرستان ویکتوریا، نوا اسکوشیا (به انگلیسی: Victoria County, Nova Scotia) یک سکونتگاه مسکونی در کانادا است که در نوا اسکوشیا واقع شده‌است.

## خصوصیات
شهرستان ویکتوریا، نوا اسکوشیا ۷٬۱۱۵ نفر جمعیت دارد.